# عم (بلژیک)
شهر عم (به فرانسوی: Ham) در شهرستان اسلت  در استان لمبورگ  در منطقه فلاندری در کشور بلژیک واقع شده‌است.